# Економіка Тайваню
Тайвань є значним експортером капіталу у світі, особливо в Південно-Східну Азію (за останні п'ять років інвестиції у цьому регіоні досягли 36 млрд $).[джерело?] Тайвань має шість блоків атомної станції потужністю 30 млн кВт. Уранову сировину постачає переважно з Африки, як і інші країни Східної Азії.
У новітніх технологіях Тайвань спеціалізується на виробництві ОЕМ та дисплеїв до них. Натомість у судноплавстві Тайвань є одним із світових лідерів з виробництва спортивних яхт.
Тайвань є одним зі світових лідерів за випуском взуття (особливо спортивного), спортивного одягу та інвентарю (тенісні ракетки, м'ячі тощо).
Важливу роль у країні відіграє туризм. Іноземних туристів приваблює поєднання східної розкоші («уламок» дореволюційного Китаю) з комфортом Заходу.
Економіка цього острова залежить від імпортного палива, сировини, продовольства і обладнання, на експорт ідуть готові вироби сучасної промисловості. Головні торгові партнери Тайваню — США, Японія, Сянган (Гонконг) та ФРН.

## Азартні ігри
Азартні ігри на Тайвані заборонені Кримінальним кодексом Китайської Республіки. Державні лотереї, як і лотерея Uniform Invoice, є єдиною легальною формою азартних ігор на Тайвані. Будівництво казино на деяких прибережних островах було узаконено 2009 року, хоча жодне досі не було побудовано. Деякі азартні ігри (наприклад, карти та маджонг) дозволені або в особливі дні, або за особливих обмежених обставин.